# Udinia nigeriensis
Udinia nigeriensis är en insektsart som beskrevs av Hanford 1974. Udinia nigeriensis ingår i släktet Udinia och familjen skålsköldlöss.
Artens utbredningsområde är Nigeria. Inga underarter finns listade i Catalogue of Life.